# Buch am Wald
Buch am Wald là một đô thị ở huyện Ansbach bang Bayern nước Đức. Đô thị Buch am Wald có diện tích 26,47 km², dân số thời điểm ngày 31 tháng 12 năm 2006 là 976 người.